# Сюткин, Пётр Иванович
Пётр Иванович Сю́ткин (31 декабря 1915 года — 14 августа 1954 года) — гвардии лейтенант, танкист, Герой Советского Союза (1946).

## Биография
Родился Петр Иванович Сюткин 31 декабря 1915 года в деревне Армяниново ныне Калтасинского района Башкирии. Перед войной работал учителем в Кутеремской школе Калтасинского района. В РККА был призван в 1941 году Янаульским райвоенкоматом, в 1942 году вступил в ВКП(б), а на фронт попал в сентябре 1944 года.
Командир танкового взвода 41-й гвардейской танковой бригады (7-й механизированный корпус, 2-й Украинский фронт) гвардии лейтенант Пётр Сюткин отличился в боях 17—18 апреля 1945 года.
17 апреля 1945 года в числе первых ворвался село Войковице, юго-западнее Брно. В дальнейшем, взвод П. И. Сюткина захватил и удержал до подхода основных сил переправу через реку Свитива, отразив при этом несколько контратак противника. На следующий день, действуя в том же ключе, взвод овладел перекрёстком дорог у деревни Босоноги, тем самым лишив противника пути к отступлению из Брно.
Указом Президиума Верховного Совета СССР от 15 мая 1946 года за образцовое выполнение боевых заданий командования и проявленные при этом геройство и мужество гвардии лейтенанту Сюткину Петру Ивановичу присвоено звание Героя Советского Союза с вручением ордена Ленина и медали «Золотая Звезда» (№ 6329).
После войны П. И. Сюткин служил офицером-воспитателем в Ставропольском суворовском училище.
В 1953 году окончил Военно-политическую академию.
14 августа 1954 года майор П. И. Сюткин трагически погиб в автокатастрофе. Похоронен в деревне Холодный Ключ Калтасинского района.

## Награды
- Медаль «Золотая Звезда» Героя Советского Союза (15.05.1946)[2];
- орден Ленина (15.05.1946);
- орден Отечественной войны 2-й степени (16.05.1945)[3].

## Память
- В деревне Калегино Калтасинского района Башкортостана Герою установлен памятник.